# Limnophila indica
Limnophila indica là một loài thực vật có hoa trong họ Mã đề. Loài này được (L.) Druce mô tả khoa học đầu tiên năm 1913.